# Guillaume
Guillaume är ett franskt förnamn som motsvarar det svenska Vilhelm. Det förekommer även som efternamn och kan syfta på:

## Förnamn
- Guillaume de Lorris, fransk poet på 1200-talet
- Gullaume de Machaut, fransk tonsättare på 1300-talet

## Efternamn
- Albert André Gillaume (1873–1942), fransk skulptör
- Charles Édouard Guillaume (1861–1938), schweizisk fysiker
- Günter Guillaume (1927-1992), östtysk spion
- Gustave Guillaume (1883–1960), fransk språkforskare
- Jean Baptiste Claude Eugène Guillaume (1822–1905), fransk konstnär
- Louis Guillaume (1833–1924), schweizisk läkare